# Комсомол (Нарынская область)
Комсомол (кирг. Комсомол) — село в Кочкорском районе Нарынской области Кыргызстана. Входит в состав Талаа-Булакского айылного аймака.

## География
Село расположено в северо-восточной части области, к северу от реки Кочкор, на расстоянии приблизительно 35 километров (по прямой) к западу от села Кочкорки, административного центра района.

## Население
Согласно оценочным данным Национального статистического комитета Кыргызской Республики, численность населения села на начало 2023 года составляла 1867 человек.
| год     | 2009 | 2014 | 2015 | 2020 | 2021 | 2023 |
| ------- | ---- | ---- | ---- | ---- | ---- | ---- |
| человек | 1489 | 1843 | 1899 | 1971 | 1977 | 1867 |